# Lijst van voetbalinterlands Duitse Democratische Republiek - Schotland
Deze lijst van voetbalinterlands is een overzicht van alle officiële voetbalwedstrijden tussen de nationale teams van de Duitse Democratische Republiek (DDR) en Schotland. De landen speelden zes keer tegen elkaar. De eerste ontmoeting, een vriendschappelijke wedstrijd, werd gespeeld in Glasgow op 30 oktober 1974. Het laatste duel, eveneens een vriendschappelijke wedstrijd, vond plaats op 25 april 1990 in Glasgow.

## Wedstrijden
| № | Plaats       | Datum            | Competitie           | Wedstrijd                                  | Uitslag |
| - | ------------ | ---------------- | -------------------- | ------------------------------------------ | ------- |
| 1 | Glasgow      | 30 oktober 1974  | Vriendschappelijk    | Schotland – Duitse Democratische Republiek | 3 – 0   |
| 2 | Oost-Berlijn | 7 september 1977 | Vriendschappelijk    | Duitse Democratische Republiek – Schotland | 1 – 0   |
| 3 | Glasgow      | 13 oktober 1982  | EK 1984 kwalificatie | Schotland – Duitse Democratische Republiek | 2 – 0   |
| 4 | Halle        | 16 november 1983 | EK 1984 kwalificatie | Duitse Democratische Republiek – Schotland | 2 – 1   |
| 5 | Glasgow      | 16 oktober 1985  | Vriendschappelijk    | Schotland – Duitse Democratische Republiek | 0 – 0   |
| 6 | Glasgow      | 25 april 1990    | Vriendschappelijk    | Schotland – Duitse Democratische Republiek | 0 – 1   |

## Samenvatting
| Competitie        | Totaal gespeeld | Winst DDR | Gelijk | Winst Schotland | Doelsaldo DDR – Schotland |
| ----------------- | --------------- | --------- | ------ | --------------- | ------------------------- |
| EK-kwalificatie   | 2               | 1         | 0      | 1               | 2 − 3                     |
| Vriendschappelijk | 4               | 2         | 1      | 1               | 2 − 3                     |
| Totaal            | 6               | 3         | 1      | 2               | 4 − 6                     |

Wedstrijden bepaald door strafschoppen worden, in lijn met de FIFA, als een gelijkspel gerekend.

## Details

### Eerste ontmoeting
| Vriendschappelijk (Glasgow, Schotland, 30 oktober 1974): |              | |
| Schotland | 3 – 0        | Duitse Democratische Republiek |
| Tommy Hutchison 33' (pen.) Kenny Burns 36' Kenny Dalglish 75'                                                                                                 | goals        | |
| Willie Ormond | bondscoach   | Georg Buschner |
| David Harvey Sandy Jardine Alex Forsyth Graeme Souness Jim Holton 12' Martin Buchan Jimmy Johnstone Kenny Dalglish 87' Dixie Deans Joe Jordan Tommy Hutchison | opstellingen | Jürgen Croy 38' Bernd Bransch Gerd Kische Konrad Weise Siegmar Wätzlich 56' Lothar Kurbjuweit Reinhard Hafner 73' Reinhard Lauck Hans-Jürgen Kreische Jürgen Sparwasser Martin Hoffmann |
| Kenny Burns 12' Derek Johnstone 87' | wissels      | 38' Manfred Zapf 56' Harald Irmscher 73' Joachim Streich |
| - Debuut Graeme Souness (Middlesbrough) en Dixie Deans (Celtic) voor Schotland.                                                                               |              | |

### Tweede ontmoeting
| Vriendschappelijk (Oost-Berlijn, Duitse Democratische Republiek, 7 september 1977):                                                                                     |              | |
| Duitse Democratische Republiek | 1 – 0        | Schotland |
| Hartmut Schade 66' | goals        | |
| Georg Buschner | bondscoach   | Alistair MacLeod |
| Jürgen Croy Hans-Jürgen Dörner Gerd Kische Konrad Weise Gerd Weber Reinhard Hafner Hartmut Schade Lutz Lindemann Gert Heidler Jürgen Sparwasser 46' Joachim Streich 46' | opstellingen | David Stewart Danny McGrain Willie Donachie Don Masson Gordon McQueen Martin Buchan Kenny Dalglish 65' Asa Hartford Joe Jordan Lou Macari 59' Willie Johnston |
| Peter Kotte 46' Martin Hoffmann 46' | wissels      | 59' Arthur Graham 65' Archie Gemmill |
| | gele kaarten | ??' Martin Buchan |
| - Debuut Lutz Lindemann (Carl Zeiss Jena) voor de Duitse Democratische Republiek. - Debuut David Stewart (Leeds United) en Arthur Graham (Leeds United) voor Schotland. |              | |

### Derde ontmoeting
| EK 1984 kwalificatie (Glasgow, Schotland, 13 oktober 1982):                                                                                           |              | |
| Schotland | 2 – 0        | Duitse Democratische Republiek |
| John Wark 53' Paul Sturrock 75' | goals        | |
| Jock Stein | bondscoach   | Rudolf Krause |
| Jim Leighton David Narey Alan Hansen Willie Miller Frank Gray Gordon Strachan Graeme Souness John Wark Steve Archibald Alan Brazil 71' John Robertson | opstellingen | Bodo Rudwaleit Norbert Trieloff Ronald Kreer Dirk Stahmann Rüdiger Schnuphase Frank Baum 72' Reinhard Hafner 72' Hans-Jürgen Dörner Hans-Uwe Pilz Joachim Streich Hans-Jürgen Riediger |
| Paul Sturrock 71' | wissels      | 72' Jürgen Pommerenke 72' Matthias Liebers |
| | gele kaarten | 60' Ronald Kreer |
| - Debuut van doelman Jim Leighton voor Schotland. |              | |

### Vierde ontmoeting
| EK 1984 kwalificatie (Halle, Duitse Democratische Republiek, 16 november 1983):                                                                                     |              | |
| Duitse Democratische Republiek | 2 – 1        | Schotland |
| Ronald Kreer 33' Joachim Streich 43' | goals        | 79' Eamonn Bannon |
| Bernd Stange | bondscoach   | Jock Stein |
| Bodo Rudwaleit Dirk Stahmann Ronald Kreer Rainer Troppa Uwe Zötzsche Hans-Uwe Pilz Rainer Ernst 87' Christian Backs Wolfgang Steinbach Joachim Streich Hans Richter | opstellingen | Billy Thomson Charles Gough Arthur Albiston John Wark Alex McLeish Willie Miller Gordon Strachan 60' Paul McStay Kenny Dalglish Steve Archibald Eamonn Bannon |
| Jürgen Raab 87' | wissels      | 60' Frank McGarvey |

### Vijfde ontmoeting
| Vriendschappelijk (Glasgow, Schotland, 16 oktober 1985): |              | |
| Schotland | 0 – 0        | Duitse Democratische Republiek |
| | goals        | |
| Alex Ferguson | bondscoach   | Bernd Stange |
| Jim Leighton 49' Charles Gough Arthur Albiston Graeme Souness Alex McLeish Willie Miller Kenny Dalglish Steve Nicol Mo Johnston 65' Roy Aitken 81' Davie Cooper | opstellingen | 46' René Müller Frank Rohde Ronald Kreer Carsten Sänger Uwe Zötzsche Hans-Uwe Pilz Matthias Liebers Jörg Stübner Andreas Thom Ulf Kirsten 70' Rainer Ernst |
| Andy Goram 49' David Speedie 65' Paul McStay 81' | wissels      | 46' Jörg Weißflog 70' Andreas Bielau |

### Zesde ontmoeting
| Vriendschappelijk (Glasgow, Schotland, 25 april 1990): |              | |
| Schotland | 0 – 1        | Duitse Democratische Republiek |
| | goals        | 72' (pen.) Thomas Doll |
| Andy Roxburgh | bondscoach   | Eduard Geyer |
| Andy Goram Gary Gillespie 57' Murdo McLeod Craig Levein Charles Gough Alex McLeish Gary McAllister Stuart McCall Gordon Durie 68' Mo Johnston John Collins | opstellingen | Perry Bräutigam Heiko Peschke Dirk Schuster Matthias Lindner Hendrik Herzog Stefan Böger Rainer Ernst 85' Jörg Stübner Matthias Sammer Thomas Doll Ulf Kirsten |
| Paul McStay 57' Ally McCoist 68' | wissels      | 85' Steffen Büttner |
| - Debuut van Gary McAllister (Leicester City) voor Schotland.                                                                                              |              | |